# Franz Hein (Chemiker)

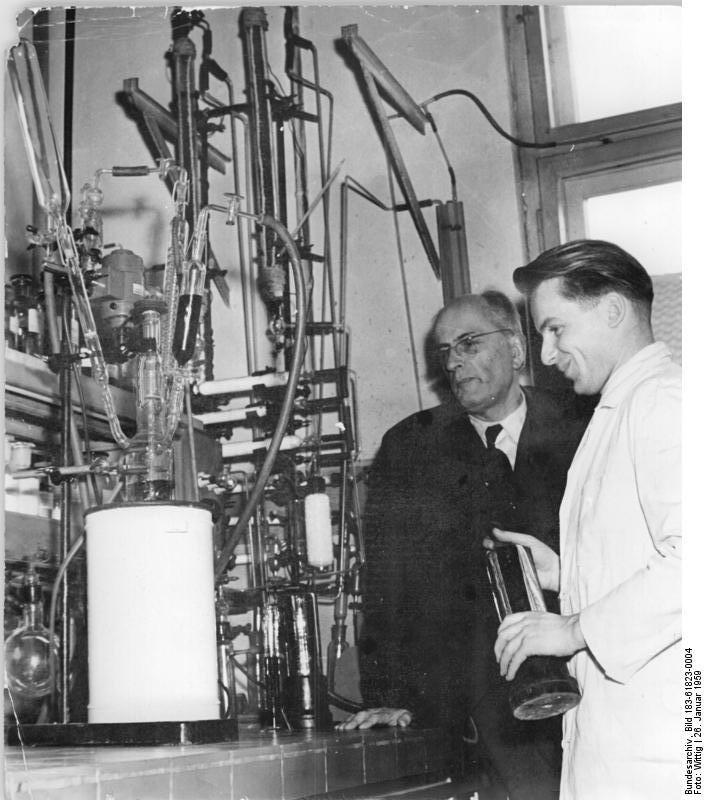
Franz Hein (links) im Gespräch mit Erhard Kurras (1959)

Franz Hein (* 30. Juni 1892 in Grötzingen (Karlsruhe); † 26. März 1976 in Jena) war ein deutscher Chemiker und Hochschullehrer an der Universität Jena. Er befasste sich mit Komplexchemie und gilt als Begründer der Chemie der Metallaromatenkomplexe.

## Leben
Franz Hein, Sohn des gleichnamigen Malers, studierte von 1912 bis 1917 Chemie, Physik und Mathematik an der Universität Leipzig. 1917 erfolgte die Promotion bei Arthur Hantzsch und Konrad Schäfer, 1921 die Habilitation für Chemie an der Universität Leipzig. Von 1921 bis 1923 war er Privatdozent für Chemie an der Universität Leipzig und von 1923 bis 1942 maßgeblich gefördert von Hantzsch planmäßiger außerordentlicher  Professor für Anorganische Chemie in Leipzig (die Stelle war damals neu eingerichtet worden).
Von 1942 bis 1946 war er ordentlicher Professor für Anorganische Chemie an der Universität Jena und dort erneut berufen als ordentlicher Professor für Anorganische Chemie von 1946 bis 1956 (zunächst als Vertretung des ausgeschiedenen Adolf Sieverts). Die vier Direktoren der chemischen Institute waren 1945 von den Amerikanern in den Westen gebracht worden und Hein kehrte als Einziger von diesen 1946 zurück nach Jena. Er leitete dort danach den Wiederaufbau der chemischen Institute und war bis 1954 auch kommissarisch Direktor des Instituts für Organische Chemie. Er wurde 1957 emeritiert, blieb aber noch bis 1959 kommissarisch Direktor des Instituts für Anorganische Chemie. Sein Nachfolger war Lothar Kolditz (1929–2025).
Bei Hein promovierten von 1946 bis 1972 siebzig Chemiker und vier habilitierten sich. Von seinen Schülern wurden Professoren: Gerhard Bähr (1919–1968, Prof. in Greifswald), Siegfried Herzog (Prof. in Greifswald), der in Jena die Inertgastechnik nach Wilhelm Schlenk ausbaute, Kurt Madeja (1924–2002, Professor in Greifswald), Kurt Issleib (Professor in Halle/Saale), Horst Müller (* 1921, Professor in Magdeburg). Erhard Kurras promovierte 1959 und  habilitierte sich 1970 bei Hein.
Er war mit Paula Rässler verheiratet.

## Werk
Er befasste sich mit organischen Übergangsmetallverbindungen und der Aufklärung von deren Struktur, zuerst 1919 mit einer Arbeit über organische Chrom-Verbindungen. Das war die erste Darstellung von Metallaromaten-Komplexen (Dibenzolchrom-Derivate, Heinsche Polyphenyl-Chromverbindungen). Er erkannte noch nicht, dass dies Sandwichkomplexe waren. 
Metallorganische Sandwichkomplexe wurden zuerst Anfang der 1950er Jahre von Ernst Otto Fischer, Robert B. Woodward und Geoffrey Wilkinson am Ferrocen entdeckt (dafür erhielt Wilkinson und Fischer 1973 den Nobelpreis). Hein standen damals noch nicht die von diesen verwendeten Verfahren (Röntgenstrukturanalyse u. a.) zur Verfügung. Dass auch die von Hein untersuchten Chrom-Salze Sandwich-Komplexe waren erkannten bald darauf in den 1950er Jahren Harold Zeiss (1917–1995) und Minoru Tsutsui (1918–1981).
Hein baute in Jena eine Schule der Komplexchemie auf. 1956 bis 1968 leitete er die als Anerkennung seiner Leistungen eingerichtete Forschungsstelle für Komplexchemie der Akademie der Wissenschaften der DDR, die eng mit dem Institut für Anorganische Chemie in Jena zusammenarbeitete.
Sein Buch über Komplexverbindungen von 1950 war ein Standardwerk, das er in Zusammenarbeit mit Bodo Heyn in den 1970er Jahren in zweiter Auflage stark erweiterte.

## Ehrungen und Mitgliedschaften
Er war Mitglied
- der Deutschen Akademie der Naturforscher Leopoldina,
- der Mathematisch-Naturwissenschaftlichen Klasse der Sächsischen Akademie der Wissenschaften zu Leipzig 1951–1976,
- der Deutschen Akademie der Wissenschaften zu Berlin ab 1953
- und korrespondierendes Mitglied der Heidelberger Akademie der Wissenschaften seit 1964.

Hein war Mitglied im Reichsluftschutzbund seit 1934, in der Nationalsozialistischen Betriebszellenorganisation 1933, im Nationalsozialistischen Lehrerbund (1933 bis 1939), in der Nationalsozialistischen Volkswohlfahrt (1934 bis 1945) und im Nationalsozialistischen Deutschen Dozentenbund (1939 bis 1945). 1933 unterzeichnete er das Bekenntnis der Professoren an den deutschen Universitäten und Hochschulen zu Adolf Hitler.
1952 erhielt er den Nationalpreis der DDR III. Klasse für Wissenschaft und Technik.

## Publikationen (Auswahl)
- I. Optische Untersuchungen über die Konstitution von Wismutverbindungen. II. Untersuchungen über Triphenylmethanderivate, Dissertation, Leipzig, 1917
- Über die Polyphenylchrombasen und ihre Salze, Habilitation, Leipzig, 1921
- Chemische Koordinationslehre, Leipzig: S. Hirzel 1950
- Chemie der Komplexverbindungen, 2 Bände, Leipzig: S. Hirzel 1971, 1978 (die erweiterte Neuauflage seiner Chemische Koordinationslehre, in Band 2 der spezielle Teil)